# Tanypus languidus
Tanypus languidus är en tvåvingeart som först beskrevs av Frederick Wollaston Hutton 1902.  Tanypus languidus ingår i släktet Tanypus och familjen fjädermyggor. Inga underarter finns listade i Catalogue of Life.